# Идрисова, Диляра Марсовна
Диляра Марсовна Идрисова (1 февраля 1989, Уфа) — российская оперная певица (сопрано), солистка Башкирского государственного театра оперы и балета. Регулярно выступает в главных партиях на мировых оперных площадках.
Обладательница Гран-при Международного конкурса «Искусство XXI века» (Италия, 2011) и Второго международного конкурса им. З. Исмагилова (Уфа, 2011), золотых медалей X Молодёжных Дельфийских игр России (Тверь, 2011) и XIII Молодёжных Дельфийских игр стран СНГ (Новосибирск, 2013), диплома и специального приза VI Международного конкурса оперных певцов «Санкт-Петербург» (2013). Лауреат международного студенческого конкурса вокалистов «Bella voce» (Москва, 2012, II премия), конкурса имени Н. Сабитова (Уфа, 2013, III премия), Конкурса конкурсов вокалистов в рамках XXVII Собиновского музыкального фестиваля (Саратов, 2014, III премия). Полуфиналистка конкурса «Operalia» (Лондон, 2015). В сентябре 2016 года Идрисова завоевала второй Гран-при на международном конкурсе оперных певцов в Тулузе (Франция).
Лауреат Российской Национальной театральной премии «Золотая маска» за роль Иолы в опере Генделя «Геракл» (Москва) — апрель 2017 года.

## Биография и творчество
Диляра Идрисова родилась 1 февраля 1989 года в Уфе. Её мама Миляуша Идрисова работает на радио и телевидении Башкортостана. Бабушка Нажия Аллаярова — оперная певица, народная артистка Башкирии, солистка Башкирского государственного театра оперы и балета.
В 2007 году Диляра окончила в Уфе среднюю специальную музыкальную школу-колледж по специальности фортепиано. В 2012 году окончила Уфимскую академию искусств имени Загира Исмагилова по специальности сольное пение (класс профессора, заслуженной артистки РФ Миляуши Муртазиной). В 2014 году с отличием окончила Московскую государственную консерваторию имени П. И. Чайковского, а в 2015 — ассистентуру-стажировку Московской консерватории (класс профессора Галины Писаренко). В период учёбы принимала участие в мастер-классах с Деборой Йорк (Великобритания), Максом Эмануэлем Ценчичем (Австрия), Ильдаром Абдразаковым и Юлией Лежневой (Россия).
Творческую карьеру Идрисова начала в 2012 году в Челябинском театре оперы и балета им. М. И. Глинки, её дебют состоялся в заглавной партии Людмилы в опере Глинки «Руслан и Людмила». С 2014 года Идрисова — солистка Башкирского государственного театра оперы и балета. В репертуаре певицы — партии Людмилы, Джильды («Риголетто»), Марфы («Царская невеста»), Адели («Летучая мышь») и другие заглавные партии. В 2015 году на сцене Башкирского государственного театра оперы и балета Диляра дебютировала в опере Г. Ф. Генделя «Геракл» (принцесса Иола), дирижёр Артём Макаров. Вскоре Идрисова получает приглашения на мировые оперные площадки, где исполняла партии Эрнестины («Званый вечер с итальянцами» Ж. Оффенбаха); Розиты («Муж за дверью» Ж. Оффенбаха); партию сопрано в кантате З. Исмагилова «Бессмертие», арии и романсы русских, западноевропейских и башкирских композиторов, народные песни.
В сезоне 2014-15 гг. Идрисова дебютировала в опере Генделя «Александр» (партия принцессы Лизауры) на сцене Концертного зала им. П. И. Чайковского. В спектакле участвовали мировые оперные исполнители Юлия Лежнева, Макс Эмануэль Ценчич, Хавьер Сабата и греческий оркестра Armonia Atenea под управлением Георгия Петру. В марте 2015 года Диляра вновь спела эту партию на сцене зала BOZAR в Брюсселе, а в июне — в сценической версии в театре Бад-Лаухштедта (Германия). В 2014 году, совместно с вокальным ансамблем Intrada, оркестрами Musica Viva и Государственным академическим камерным оркестром России, Идрисова принимала участие в спектакле на музыку Т. Линли к трагедии У. Шекспира «Буря» в Оружейной палате Московского Кремля и в исполнении «Мессии» Генделя в Московском международном Доме музыки.
В 2015 году Идрисова спела партию Сабины в опере Дж. Перголези «Адриано в Сирии», которая была поставлена в Королевской Опере Версаля и записана на диск оркестром Capella Cracoviensis под управлением Я. Адамуса.
В сезоне 2015/16 Идрисова исполнила одну из партий в опере И. Хассе «Сирой» на сценах Концертного зала им. Чайковского, Конгресс-центра (Краков) и Концертгебау (Амстердам). Партнёрами Идрисовой были Юлия Лежнева, Макс Эмануэль Ценчич, Хуан Санчо, Роксана Константинеску и Мари-Элен Неси, оркестром Armonia Atenea дирижировал Георгий Петру. В мае 2017 года в том же составе «Сирой» был исполнен в сценической версии в Висбадене (Германия). В июне 2016 года Идрисова на Международном музыкальном Гендель-фестивале (Händel-Festspiele) в Германии исполнила роль Армиры в опере Генделя «Сципион». 15 июня выступила на гала-концерте «Созвездие муртазинцев» в Башкирском театре оперы и балета.
В январе 2015 года Идрисова приняла участие в концерте «Максим Дунаевский и новое поколение звёзд», посвящённом 115-летию композиторов Исаака Дунаевского и 70-летию Максима Дунаевского в Большом зале Московской консерватории.
8 января 2016 года Диляра участвовала в исполнении оратории «Мессия» Г. Ф. Генделя совместно Государственным камерным оркестром России и вокальным ансамблем Intrada на V Московском Рождественском фестивале классической музыки CHRISTMAS-FEST на сцене Светлановского зала Московского Международного Дома Музыки, Фридер Берниус.
В августе 2016 года певица участвовала в записи диска оперы «Германик в Германии» Николы Порпоры, исполнив партию Розмонды. 27 января 2017 года состоялось концертное исполнение этого произведения на сцене оперного театра (Краков, Польша) и 30 марта — на сцене театра An der Wien (Вена) с участием Макса Эмануэля Ценчича, Юлии Лежневой, Мари-Эллен Неси и других известных исполнителей, оркестра Саpella Cracoviensis под управлением Яна Томаша Адамуса.
В марте-декабре 2016 года Идрисова исполнила партию сопрано в ораториях Баха «Страсти по Матфею», «Страсти по Иоанну», «Рождественская» в филармонии Gasteig (Мюнхен); дирижировал Ханс-Йорг Альбрехт.
В июне 2016 года исполнила партию Армиры в опере Генделя «Сципион» на ежегодном Гендель-фестивале в городе Бад-Лаухштадт (Германия). В ноябре 2016 года Диляра получила премию в номинации «Дебют» на Первой Национальной оперной премии «Онегин» за роль Иолы в опере Генделя «Геракл» (Санкт-Петербург).
В октябре 2016 года Идрисова спела партию Астерии в опере Генделя «Тамерлан» в Auditorio National (Мадрид) с участием Макса Эмануэля Ценчича, Хавьера Сабаты, Ромины Бассо, Хуана Санчо, Павла Кудинова, оркестра Il pomo d’oro под управлением Максима Емельянычева.
В марте-апреле 2017 года во Фламандской опере (Антверпен, Бельгия) Идрисова исполнила роль Поппеи в сценической версии оперы Генделя «Агриппина» с участием Анн Халленберг, Тима Мида, Балинты Сабо, Ренаты Покупич; дирижировал Стефано Монтанари.
В мае-июне 2017 года Идрисова спела партию Идаспе в опере Вивальди «Тамерлан» на Beaune festival в городах Бон (Франция) и Дортмунд (Германия) — оркестр Les Accents под управлением дирижёра Тибо Ноали.
В июле 2017 года певица исполнила партию Теофаны в концертном исполнении оперы «Оттон» Генделя с оркестром Il pomo d’oro под управлением Георгия Петру (Beaune festival, Франция). В том же составе опера была исполнена в Австрии, в театре An der Wien 24 сентября.
3 ноября 2017 года участвовала в Гала-концерте Фестиваля музыкальных театров России «Видеть музыку» в Бетховенском зале Большого театра. 18 января 2018 года на сцене Большого зала Московской консерватории вместе со своим ментором, пианистом и дирижёром Михаилом Антоненко и тенором Алексеем Татаринцевым Идрисова исполнила в сопровождении Государственного оркестра России имени Е. Ф. Светланова редкие арии Моцарта, Россини, Доницетти и Мейербера.
В апреле 2018 года в Греции состоялась запись первого сольного диска Идрисовой. Вместе с греческим оркестром «Armonia Atenea» под управлением Джорджа Петру (дирижёр — Михаил Антоненко) певица записала арии из опер Вивальди, Генделя, Хассе, Моцарта. Концепция альбома «Oriental» предполагает исполнение арий из опер XVII-XVIII века, либретто которых имеют восточный сюжет — «Тамерлан», «Митридат», «Заида», «Похищение из Сераля».

## Конкурсы и награды
Диляра Идрисова — обладательница Гран-при Международного конкурса «Искусство XXI века» (Италия, 2011) и Второго международного конкурса им. З. Исмагилова (Уфа, 2011), золотых медалей X Молодёжных Дельфийских игр России (Тверь, 2011) и VIII Дельфийских игр стран СНГ  (Новосибирск, 2013), диплома и специального приза VI Международного конкурса оперных певцов «Санкт-Петербург» (2013). Лауреат международного студенческого конкурса вокалистов «Bella voce» (Москва, 2012, II премия), конкурса имени Н. Сабитова (Уфа, 2013, III премия), Конкурса конкурсов вокалистов в рамках XXVII Собиновского музыкального фестиваля (Саратов, 2014, III премия). Полуфиналистка конкурса «Operalia» (Лондон, 2015). В сентябре 2016 года Идрисова завоевала второй Гран-при на международном конкурсе оперных певцов в Тулузе (Франция).
Лауреат Российской Национальной театральной премии «Золотая маска» за роль Иолы в опере Генделя «Геракл» (Москва) — апрель 2017 года.
В сентябре 2017 года Идрисова стала обладателем третьей премии и специального приза на Международном конкурсе молодых оперных певцов им. Елены Образцовой (Санкт-Петербург).
Диляра Идрисова дважды отмечена Премией Президента Российской Федерации для молодых деятелей культуры (2010, 2011), стипендий Президента Республики Башкортостан и Президента РФ (2011, 2012). Участвовала в концерте-презентации Башкортостана в штаб-квартире ЮНЕСКО (Париж, 2013).